# Епархия Раманатхапурама
Епархия Раманатхапурама (лат. Eparchia Ramanathapuramensis) — епархия Сиро-малабарской католической церкви c центром в городе Раманатхапурам, Индия.  Епархия Раманатхапурама входит в митрополию Тричура. Кафедральным собором епархии Раманатхупарама является церковь Пресвятой Троицы.

## История
15 января 2010 года Римский папа Иоанн Павел II  учредил епархию Раманатхапурама, выделив её из епархии Палаккада. В этот же день епархия Раманатхапурама вошла в митрополию Тричура.

## Ординарии епархии
- епископ Paul Alappatt (15.01.2010 – по настоящее время).

## Источник
- Annuario Pontificio, Ватикан, 2010